# BBC Radio 5 Live Sports Extra
Pour les articles homonymes, voir Radio 5.
BBC Radio 5 Live Sports Extra est une station de radio publique britannique appartenant au service public de la BBC.
Elle est diffusée sur diffusion audionumérique ainsi qu'en satellite, numérique terrestre, IPTV et sur le câble au Royaume-Uni et en Republique d'Irlande. Elle n'est pas disponible via radio analogue. Elle diffuse également sur Internet.

## Identité visuelle

### Logos

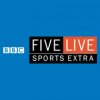
Logo de BBC Radio Five Live Sports Extra de 2002 à 2007
Logo de BBC Radio Five Live Sports Extra de 2007 à 2022
Logo actuel de BBC Radio 5 Live Sports Extra depuis 2022